# Perponcher-Sedlnitzky

Das Wappen der Grafen Perponcher-Sedlnitzky aus 1825: geviert, das Wappen der Perponcher (1. und 4. Feld) und das der Sedlnitzky von Chaltitz (2. und 3. Feld)

Die Perponcher waren ein altes niederländisches Geschlecht, das auf Grund der 1607 geschlossenen Ehe von Isaak de Perponcher mit Anna Sedlnitzky von Choltitz († vor 27. Januar 1637) später den Namen Perponcher-Sedlnitzky annahm, 1814 in den Niederlanden in den Adelsstand, 1815 in den Freiherrenstand und 1825 in den (in Primogenitur) erblichen Grafenstand erhoben wurde, der später auf alle Mitglieder der Familie ausgedehnt wurde. Verschiedene Mitglieder der Familie zeichneten sich im zivilen wie im militärischen Staatsdienst der Niederlande und später Preußens aus.

## Herkunft
Die Perponcher-Sedlnitzky stammen nicht aus dem böhmischen Uradelsgeschlecht der Sedlnitzky von Choltitz, sondern aus einer alten niederländischen Familie von Hugenotten, die um 1600 aus Frankreich in die Republik der Vereinigten Niederland einwanderte.

Das Wappen der Familie Sedlnitzky von Choltic, in Polen: Wappenfamilie Odrowąż

Der Stammvater der Familie Perponcher-Sedlnitzky war Isaak de Perponcher († auf Schloss Corneille 1656), der sich am 11. Februar 1607 mit Anna Sedlnitzky von Choltitz († vor 27. Januar 1637) vermählte,
Anna Sedlnitzky von Choltitz stammte aus der jüngeren Hauptlinie der Sedlnitzky von Choltitz auf Polnisch-Ostrau in Schlesien.
Sie war die ältere Tochter von Peter Sedlnitzky von Choltitz auf Wratimow, der niederländischer Generalfeldwachtmeister und Gouverneur von Grave (in der Provinz Noord-Brabant) war († 1620), aus dessen erster Ehe mit Katharina, einer Tochter von Johann dem Älteren Praschma von Bilkau. Herren auf Krhau, Uhrzitz, Zerawitz, Löschna, Kirwein u. Hinkau und der Sofia Scharowetz von Scharow.
Annas Großvater war Wenzel Sedlnitzky von Choltitz auf Ribnitz, Rosswald, Paulowitz, Pitarn, Pschowa, Woine, Kawarn, Grosse und Pilgersdorf († 1572, begraben in der Kirche zu Füllenstein), aus dessen erster Ehe mit Anna Schamarzowsky von Rohow, einer Tochter des Wenzel Schamarzowsky von Rohow auf Krzenow und der Anna von Tluck und Toschonowitz.
Die Familie der Perponcher war daher in der Frühzeit eng mit Familien aus dem böhmischen Uradel verwandt und verschwägert und verband sich später mit bedeutenden niederländischen und preußischen Familien.

## Einige bemerkenswerte Mitglieder der Familie
- Isaak de Perponcher (* um 1571; † auf Schloss Corneille 25. Januar 1656), ⚭ am 11. Februar 1607 mit Anna Sedlnitzky von Choltitz († 27. Januar 1637)
- Jakobus Arnoldus (Arent) de Perponcher Sedlnitzky (* 1692; † 14. November 1771 in Den Haag) Oberhofmeister am Hof zu Brabant. (Urenkel von Isaak de Perponcher) ⚭ I. 4. April 1727 in Den Haag Jacoba Maria van Wassenaer (* 29. November 1707 in Leiden; † 20. Dezember 1767 in Den Haag) ⚭ II. Agnes Clara Voet van Winssen (* 1752; † 1803)
  - Cornelis de Perponcher Sedlnitzky (* 3. Mai 1733; † 1776) (aus 1. Ehe), Herr von Ellewoutsdijk, Watervliet, Everdingen, Coudorpe und Driewegen, Hofmeister in Brabant, Ratsherr an den Höfen von Holland, Seeland und West-Friesland ⚭ 24. April 1763 in Zuylen Johanna Maria Baronin van Tuyll van Serooskerken (* 28. Juli 1746 in Zuylen; † 9. Mai 1803 in Den Haag)
    - Jonkheer Arend Jakob Diederik de Perponcher Sedlnitzky (* 1765; † 15. September 1822 in Den Haag), wurde 1814 in den Adel von Seeland aufgenommen, Mitglied der Algemene Rekenkammer (etwa: Rechnungshof)
    - Isabella Maria de Perponcher Sedlnitzky, auf Ellewoutsdijk (* 1767; † 24. Oktober 1837 in Den Haag), ⚭ 15. Dezember 1794 in Den Haag Frederik Adriaan Graf von der Goltz (* 7. August 1770 in Friedrichsdorf; † 4. Februar 1849 in Den Haag); Generalmajor und Gouverneur der königlichen Residenz (in Den Haag)
    - Hendrik George 1. Graf de Perponcher-Sedlnitzkiy (* 19. Mai 1771 in Den Haag; † 29. November 1856 in Dresden), niederländischer General der Infanterie (Teilnehmer u. a. an der Ägyptischen Expedition von Napoleon Bonaparte (1789) und an der Schlacht bei Waterloo), später Gesandter, ⚭ 2. Oktober 1816 in Berlin Wilhelmine Friederike Adelheid Gräfin van Reede tot Ginkell (* 27. Dezember 1792 in Berlin; † 1. September 1861 in Dresden)
      - Wilhelm Heinrich Ludwig Arend 2. Graf von Perponcher-Sedlnitzky (* 17. Juli 1819 in Berlin; † 24. Juni 1893 in Neudorf), Gesandter in preußischen Diensten, ⚭ 2. Juni 1853 in Potsdam, Antoniette Louise Gräfin von Maltzahn (* 25. November 1825; † 14. Juli 1899) Oberhofmeisterin der Kaiserin Auguste. Sie war eine Tochter des preußischen Außenministers (1841–1842) Mortimer von Maltzahn (1793–1843)
        - Alexander Heinrich Georg Wilhelm Graf von Perponcher-Sedlnitzky (* 19. Juni 1854; † 5. Dezember 1937 Neudorf Eule) ⚭ 30. April 1900 in Nizza Rosa Marie Antoinette Ida Julie Gräfin von Zelanka-Zelenski (* 17. September 1871 in Slotwina; † ) (k. Ki.)
        - Elisabeth Gräfin von Perponcher-Sedlnitzky (* 4. September 1858 in Potsdam; † 31. März 1894), ⚭ 27. Juli 1889 in Neudorf Gebhard Leberecht 3. Fürst Blücher von Wahlstatt (* 18. März 1836 in Radun; † 12. Juli 1916 in Krieblowitz) (Nachkommen)

      - Friedrich Wilhelm Karl Graf von Perponcher-Sedlnitzky (* 11. August 1821, in Berlin; † 21. März 1909, ebendort), preußischer General der Kavallerie, bis 1888 Oberhofmarschall des Kaisers Wilhelm I., ⚭ 28. April 1867 in Behle Wanda Friederike Ottilie Gräfin von Moltke (* 3. März 1840 in Neustrelitz; † 2. Dezember 1911 Godesberg) (Nachkommen).
        - Wilhelm Heinrich Graf von Perponcher-Sedlnitzky (* 31. Oktober 1868 in Berlin; † 3. Januar 1935) ⚭ 28. November 1895 Margarethe von Plüskow (Nachkommen)
        - Friedrich August Graf von Perponcher-Sedlnitzky (* 22. August 1876 Potsdam; † 11. August 1917 Babelsberg bei Potsdam) ⚭ 3. Mai 1899 in Berlin Friederike Wilhelmine Elisabeth Emmy Ida Gisela, Gräfin und Herrin von Lüttichau (Nachkommen)

      - Ludwig Nikolaus Graf von Perponcher-Sedlnitzky (* 19. Juli 1827 in Berlin; † 30. November 1914 in Ornshagen) ⚭ 20. Oktober 1852 Adelheid Ernestine Sophie Gräfin von Bülow (* 4. April 1833 in Commerow, 18. April 1891 in Ornshagen) (Nachkommen)
        - Elisabeth Gräfin von Perponcher-Sedlnitzky (* 27. Februar 1854 in Berlin; † 18. Mai 1946 Drönnewitz) ⚭ Ernst August Graf von Hardenberg (* 18. Februar 1841 in Hannover; † 15. August 1912 in Heiligendamm) (Nachkommen)
        - Anna Gräfin von Perponcher-Sedlnitzky (* 28. April 1855 in Schwerin; † ) ⚭ 31. Juli 1874 in Potsdam Günther von Jagow auf Rühstädt etc. Erbjägermeister der Kurmark (* 14. März 1847 in Berlin; † 9. Oktober 1928), dessen jüngerer Bruder Gottlieb von Jagow war von 1913 bis 1916 Staatssekretär im Auswärtigen Amt (d. h., Außenminister) des Deutschen Reiches.[4] (Nachkommen)
          - Magdalene von Jagow (* 26. August 1890; † 4. April 1990 in Brühl) ⚭

    - Willem Carel Baron de Perponcher-Sedlnitzky (* 24. Januar 1775 in Den Haag; † 17. März 1857 in Doesburg) niederländischer Generalmajor, von 1796 bis 1811 in preußischen Diensten (1806 Adjutant von Feldmarschall Gebhard Leberecht 1. Fürst Blücher von Wahlstatt, geriet mit diesem nach der Schlacht bei Jena und Auerstädt (14. Oktober 1806) in Gefangenschaft), stand ab 1815 in niederländischen Diensten, wurde 1829 Generalmajor. ⚭ I. 1. November 1801 in Soest Johanna Frederica Trip (* 1776; † 1802), eine Tochter von Johan Trip und der Anna Maria Schuyt van Castricum (kinderlos), ⚭ II. 31. Oktober 1832 in Haarlem Alida Maria van Rest (* 1801; † 1. März 1867 in Brüssel).[5]
      - Leonard Baron de Perponcher-Sedlnitzky (* 30. Juni 1829 in Gent; † 28. April 1892 in Oisterwijk), niederländischer Offizier, Oberstleutnant, 1885 pensioniert. Mit ihm stirbt die Familie 1892 in den Niederlanden aus, während sie in Deutschland weiter blüht.[6]

- - Willem Emmery de Perponcher Sedlnitzky (* 1741; † 1819), Herr von Wolphaartsdijk (in der Gemeinde Goes in der Provinz Zeeland), niederländischer Philosoph und Staatsmann, wurde am 28. August 1814 in die Ritterschaft von Utrecht aufgenommen.[7][8]

Quelle Genealogie Perponcher:

## Weitere Namensträger
- Friedrich Carl Perponcher (1896–1957), deutscher Stummfilmschauspieler, Dramaturg, Autor und Regisseur